# Andrena fuscocalcarata
Andrena fuscocalcarata is een vliesvleugelig insect uit de familie Andrenidae. De wetenschappelijke naam van de soort is voor het eerst geldig gepubliceerd in 1877 door Morawitz.